# Maiju Pöysti
Maiju Pöysti (* 6. Oktober 1988) ist eine finnische Biathletin.
Maiju Pöysti startet für Lahden Hiihtoseura. Sie gab ihr internationales Debüt im Rahmen der Biathlon-Europameisterschaften 2010 in Otepää. Dort belegte die Finnin im Einzel den 55. Platz, wurde 47. des Sprints und 43. der Verfolgung. Im Staffelrennen erreichte sie an der Seite von Mari Laukkanen, Sarianna Repo und Laura Toivanen als Schlussläuferin den elften Platz. Darüber hinaus tritt sie sporadisch in nationalen und internationalen Rennen im Skilanglauf an.